# Indumil
Indumil (Instituto Nacional de Industria Militar) es una empresa industrial y comercial del Estado colombiano, cuya misión es la fabricación, exportación y comercialización de armas, municiones, explosivos y accesorios de voladura, diseñados para cubrir las necesidades de sectores claves para el país y su economía como defensa, seguridad, infraestructura vial, minería y construcción.
Indumil cuenta con una sede en Bogotá (oficinas centrales) y tres plantas de fabricación —FAGECOR (Fábrica de armas y municiones General José María Córdova) FEXAR (Fábrica de explosivos Antonio Ricaurte) y FASAB (Fábrica de productos Metalmecánicos Santa Bárbara)—, ubicados en Cundinamarca y Boyacá.
A pesar de ser una subsidiaria del Estado colombiano, funciona de manera independiente y se ha expandido, desarrollando nuevas líneas de negocio, productos y servicios, tecnología para el desminado humanitario, servicios de laboratorio, construcción de hidroeléctricas, túneles (como el túnel de la Línea), minería y carreteras (entre otros, vías 4G), siendo contratista de empresas como Cerrejón y Drummond.

## Funciones
- Colaborar con el Ministerio de Defensa Nacional en la formulación de la política y en la elaboración de los planes que le corresponda desarrollar conforme a los programas sectoriales respectivos.
- Producir, importar y abastecer de armas, municiones, explosivos, equipos y elementos complementarios a las Fuerzas Militares, a la Policía Nacional y a otros organismos estatales.
- Fabricar, importar y comercializar armas deportivas, de defensa personal, municiones, explosivos y materias primas para estos.
- Producir, importar y comercializar materias primas para utilización industrial con las cuales puedan formarse mezclas explosivas.
- Prestar asesoría y servicios relacionados con la producción que conforme a la ley le corresponde.
- Explotar los ramos industriales que permitan la utilización de las maquinarias y equipos de sus fábricas, con miras a complementar las necesidades industriales del país y de la exportación.

## Historia
La Industria Militar tiene su origen en 1908, cuando se organizó el “Taller Nacional de Artes Mecánicas” dependiendo del Ministerio de Guerra. En 1954 dadas las exigencias de nuevas estructuras y objetivos de mayor alcance, se crea la INDUSTRIA MILITAR como entidad autónoma; después como Empresa Industrial y Comercial del Estado, iniciando con su primera unidad de negocios denominada Fábrica General “José María Córdova”, para la fabricación de armamento y de munición de pequeño calibre para uso militar prioritariamente. La Fábrica “Santa Bárbara”, nace en 1955, como la segunda Unidad de negocios con maquinaria y equipos destinados a la fabricación de municiones pesadas de artillería para las Fuerzas Militares, iniciando operaciones en el año 1964. Finalmente la Fábrica de Explosivos “Antonio Ricaurte”, se creó en 1963 con el carácter de Sociedad Comercial Anónima y en 1968 pasa a convertirse en la tercera unidad de negocios de la Industria Militar.
Indumil logró ser reconocida como una de las empresas más importantes del país con trascendencia y reconocimiento internacional, aspectos que se materializan con la obtención del Premio Colombiano a la calidad de la Gestión 2004, Premio Nacional de la Excelencia y la Calidad en la gestión 2010, Mención honorífica Premio Iberoamericano de la Calidad 2007 y 2009.

## Productos de fabricación nacional

### Munición
- 5,56 × 45 mm OTAN SS109 y M856 munición trazadora.
- 7,62 × 51 mm OTAN M80 y M62 munición trazadora.[5]
- Municiones de salva y fogueo 5.56 y 7,62.
- .38 Special.
- .32 S&W.
- 9 × 19 mm Parabellum M882, factor 132 y subsónica.
- 7,65 × 21 mm Parabellum (32 ACP).
- Cartuchos de escopeta calibre 12, 16 y 20.

### Revólveres
- Revólver Indumil Scorpio, basado en S&W M10 marco K, cañón 2", .32 S&W o .38 Special AD/AS.
- Revólver Indumil Cassidy, basado en S&W M10 marco K cañón 3" y 4", .32 S&W o .38 Special AD/AS.
- Revólver Indumil Llama Martial, basado en S&W M25 marco N cañón 3" y 4", .32 S&W o .38 Special AD/AS.

### Pistola semiautomática
- Pistola semiautomática Indumil Córdova.
- Pistola semiautomática Indumil Córdova PL4, de percutor lanzado / Striker fire.

### Subametralladoras
- Subametralladora Indumil 9 × 19 mm Parabellum.

### Fusiles
- IMI Galil MAR
- IMI Galil SAR
- IMI Galil AR
- IWI Galil ACE 21, 22 y 23
- Galil Córdova versiones 8", 13" y 18"

### Escopetas
- Santander ER12 (acción de bombeo)
- Santander de acción basculante.

### Ametralladoras
- Ametralladora IMI Negev NG-7 (bajo licencia).

### Armas menos letales
- Lanza granadas de 37mm.

### Granadas
- Granada M26 H.E
- Granada de 40 x 46 mm de alto explosivo y propósito dual.
- Granada de 40 x 51 mm de alto explosivo, velocidad media.

### Proyectiles de mortero
- Proyectil de mortero Indumil IM de 60 mm de alto explosivo.
- Proyectil de mortero Indumil IM de 81 mm de alto explosivo.
- Proyectil de mortero Indumil IM de 120 mm de alto explosivo.

### Cargas dirigidas
- Carga dirigida antipersonal.
- Carga dirigida penetrante por jet metálico (Basado en el efecto Munroe).

### Bombas aéreas
- Bomba aérea IM de 125 lb, de propósito general.
- Bomba aérea IM 250 lb de propósito general y fragmentaria.
- Bomba aérea IM 500 lb de propósito general, de efecto limitado BEL y fragmentaria.
- Bomba aérea IM 1000 lb de propósito general.

### Cargas explosivas y municiones para entrenamiento
Todos los proyectiles de mortero, granadas y bombas aéreas también son producidas por Indumil, en variaciones para entrenamiento.
- Indugel.
- Sismigel.
- Precorte.
- Emulsión Encartuchada.
- Emulsión Bombeable.
- ANFO.
- Pentofex.
- Cordón Detonante.
- Mecha de Seguridad.
- MiniBooster 80g.
- Cargas defensivas dirigidas.
- Carga hueca.
- Carga cráter.
- Carga de demolición.
- Carga submarina.

PRODUCTOS PARA DESMINADO HUMANITARIO
- Carga deflagrante.
- Kit de muestras explosivas para entrenamiento.

### Otros
- Lanzagranadas Milkor MGL
- Lanzagranadas Indumil IMC-40
- Eslabones M27 (para munición 5.56)
- Eslabones M13 (para munición 7.62)
- Kits de modernización Galil AR a estándar Córdova.
- Productos como armas y municiones importadas.
- Linternas.
- Guías infrarrojas.
- Productos de fundido.
- Servicios de mantenimiento de armas, pertrechos y visores nocturnos.
- Diseño.

## Premios y Certificaciones de calidad

### Normas a las que se ha suscrito
NTC ISO 90012008
NTC GP 10002004
NTC ISO 140012004
OHSAS 180012007
Premio nacional de la calidad
Premio Colombiano a la Calidad y la Gestión, año 2010.